# Rio Bistra (Vișeu)
O Rio Bistra é um rio da Romênia afluente do Rio Vişeu, localizado no distrito de Maramureş.